# Плита (опора)
Плита — великий плоский шматок каменя, металу тощо.

## Приклади у техніці буріння
Плита напрямна опорна — перший елемент устаткування, що опускається на місце забурювання на морському дні безпосередньо після встановлення шельфового плавного бурового устаткування; служить якорем для напрямних канатів і фундаментом для постійної напрямної основи.
Плита підводна опорна — конструкція, що розташована на морському дні і сприяє роботі експлуатаційних свердловин.
Плита посадкова — фундамент для встановлення підводного устаткування.